# Hubert Ritter

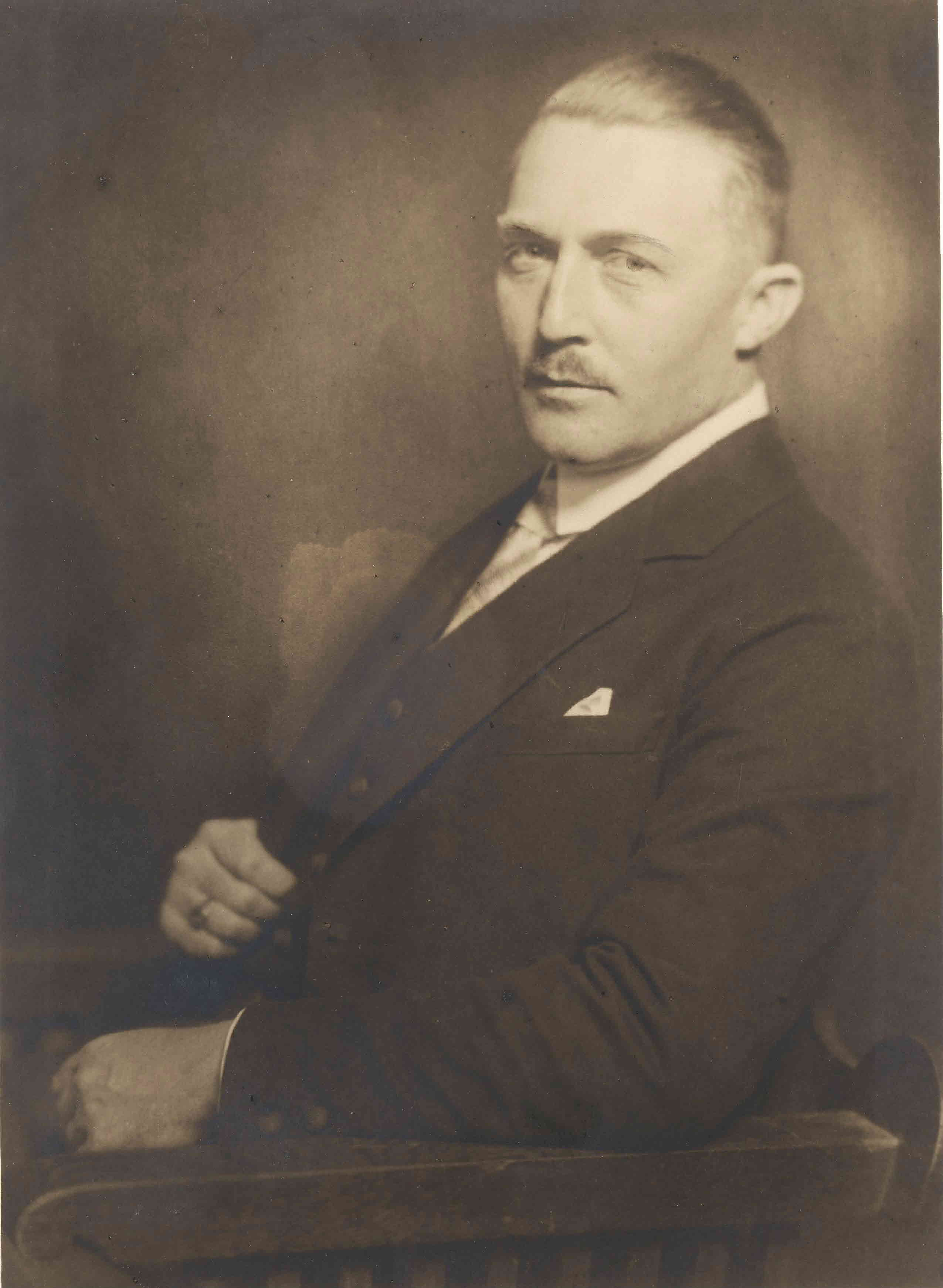
Hubert Hans Ritter (etwa 1925)

Hubert Hans Ritter (* 17. März 1886 in Nürnberg; † 25. Mai 1967 in München) war ein deutscher Architekt, Stadtplaner und Baubeamter.

## Leben
Hubert Ritter stammte väterlicherseits aus einer Nürnberger Künstlerfamilie, sein Großvater war der Maler und Kupferstecher Lorenz Ritter, sein Vater der Kunstmaler Paul Ritter der Jüngere. Ritters Großvater mütterlicherseits war der Psychiater Bernhard von Gudden, der mit König Ludwig II. im Starnberger See ertrank.
Nach dem Tod des Vaters 1888 zog die Mutter mit ihren zwei Kindern nach München. Dort besuchte Hubert Ritter nach der Volksschule an der Herrnstraße das humanistische Wilhelmsgymnasium, wo er sein Abitur 1905 mit „sehr gut“ bestand.
Ritter studierte Architektur an der Technischen Hochschule München. Auf Empfehlung seines Lehrers Friedrich von Thiersch trat er schon als Student in den akademischen Architektenverein München ein. Seine Diplom-Hauptprüfung bestand er 1909 „mit Auszeichnung“. Im selben Jahr verlobte er sich mit Margarethe Krauß, der Tochter des Direktors einer Hypothekenbank, die er im Sommer 1911 in der Münchner Basilika St. Bonifaz heiratete. Im Sommer 1909 begann Ritter in Thierschs Frankfurter Büro, dort arbeitete er an der Planung von Festhalle und Erweiterung des Kurhauses Wiesbaden.
Zur Vorbereitung der Staatsprüfung musste er als Baupraktikant in die Lokalbaukommission sowie die Oberste Baubehörde München wechseln. Nebenbei entwarf er das Gebäude für ein Kasperltheater in München. Nach Genehmigung der Obersten Baubehörde durfte er neben seiner Amtstätigkeit ein Privatbüro eröffnen. Dort führte er Ende 1910 seinen ersten großen Auftrag in München aus, einen Bebauungsplan. Im April 1911 machte Ritter seine erste Italienreise. Im Sommer 1912 wurde sein ältester Sohn Hubert jr. geboren. Ebenfalls 1912 legte er das zweite Staatsexamen zum Regierungsbaumeister mit der Note 1 ab. Anschließend arbeitete er im Kreisbaureferat bei der Regierung von Oberbayern.
Von 1913 bis 1924 war er als Stadtbaumeister in der kommunalen Hochbauverwaltung der Stadt Köln tätig. Dort war eine seiner ersten Arbeiten die Umbauplanung des Gürzenich, dabei bekam er Kontakt zum damaligen Finanzdezernenten Konrad Adenauer, der von Ritters finanzieller Gliederung des Gebäudekomplexes begeistert war und bei seinem Onkel, dem Kölner Oberbürgermeister Max Wallraf, die Betrauung Ritters mit dem Umbau des Kölner Rathauses durchsetzte, der bis Mitte 1916 andauerte. Am 27. März 1914 wurde die Tochter Lieselotte geboren. 1917 übernahm Ritter die Leitung des Baureferats der Kriegsamtsstelle in Koblenz. Am 24. August 1918 wurde Ritters Tochter Martha geboren, und am 10. Februar 1922 starb die erst acht Monate alte Tochter Emma an einer Lungenentzündung.
Im Januar 1923 erfolgte Ritters Ernennung zum Baurat auf Lebenszeit. Am 27. Juli 1924 wurde der jüngste Sohn Hans Georg geboren. In dieser Zeit wollte Ritter eine Dissertation zum Thema „Die Kölner Verkehrsprobleme“ schreiben. Die Zustimmungen vom Rektor der Universität und vom Verkehrsdezernenten lagen bereits vor, als auf Veranlassung des Leiters des Stadterweiterungsamtes der nunmehrige Oberbürgermeister Adenauer dieses Vorhaben untersagte. Daraufhin bewarb sich Ritter um die gerade ausgeschriebenen Stellen je eines Stadtbaurates in Nürnberg und in Leipzig. Da Leipzig zuerst reagierte, stellte er sich dort vor und trat schließlich am 21. November 1924 seinen Dienst in Leipzig an. Zu seinen ersten Aufgaben gehörte die Erstellung eines Generalbebauungsplanes. Dazu ließ er im Maßstab 1:5000 einen aus 52 Tafeln bestehenden Luftbildplan erstellen, der eine Gesamtfläche von 409 km² mit einer Höchstfehlergrenze von 1 mm je Tafel abdeckte. In diesem Kontext entwickelte Ritter zudem das Konzept der Ringcity. 1925 zog dann auch Ritters Familie von Köln nach Leipzig.
Nachdem sie kurzzeitig in der Südstraße (heute Karl-Liebknecht-Straße) wohnten, bezogen sie das Erdgeschoss eines vom Architekten Riedel neu erbauten Hauses in der Rückertstraße 18. In Leipzig initiierte Ritter die im März 1927 stattfindende „Siedlungswoche“. Dort diskutierten Vertreter der Städte Amsterdam, Berlin, Hamburg, Karlsruhe, Köln, Leipzig, London, Wien, Zürich sowie von Städten aus den USA über modernen Wohnungs- und Siedlungsbau. Zu dieser Zeit wurde Ritter Mitglied der Reichsforschungsgesellschaft für Wirtschaftlichkeit im Bau- und Wohnungswesen. Dort war er zusammen mit Walter Gropius Mitglied im Ausschuss für Stahlbauweisen.
Kurz vor dem Ende von Ritters Wahlperiode im November 1930 verlangten SPD, KPD und NSDAP die Ausschreibung der Stadtbauratsstelle, und es kam überraschend zu einer Hetzkampagne gegen ihn. Die NSDAP machte mit einem Plakat Stimmung gegen ihn, die SPD stellte sich in Zeitungsartikeln gegen Ritters Wiederwahl. So wurde er in der Stadtverordnetensitzung im Dezember 1930, in der es tumultartige Szenen gegeben haben soll, mit 34 zu 24 Stimmen nicht wiedergewählt. Als Stadtbaurat für die nächsten sechs Jahre wurde Moritz Wolf aus dem oberschlesischen Hindenburg gewählt.
Bestandteil des Ritterschen Generalbebauungsplans von 1924 war auch das Universitäts-Klinikviertel, so dass er sich damals mit den Chefs dieser Kliniken in Verbindung setzen musste und ab 1927 auch an den Kongressen der Internationalen Krankenhausgesellschaft teilnahm. So stieg er 1931 als freischaffender Architekt in den Krankenhausbau ein. Sein erster freier Auftrag war die Fertigstellung des Neubaus des Leipziger St. Elisabeth-Krankenhauses. Ritter wurde 1932 schließlich von der Technischen Hochschule Hannover mit seiner Arbeit „Der Krankenhausbau der Gegenwart im In- und Ausland. Wirtschaft, Organisation und Technik“ mit Auszeichnung zum Dr.-Ing. promoviert. Anschließend war er im Ausschuss des Deutschen Städtetages als Gutachter tätig.
Nach 1936 erhielt Ritter aufgrund einer Verfügung des sächsischen Gauleiters Martin Mutschmann keine öffentlichen Aufträge mehr. Wahrscheinlich durch Vermittlung eines Studienfreundes erhielt der parteilose Ritter dann doch 1940 den Auftrag für den Generalbebauungsplan der Stadt Krakau.
Im Herbst 1941 wurde ihm das Amt des Stadtbaurats in Luxemburg angeboten, verbunden mit der Aufgabe, den Generalbebauungsplan für die Stadt Luxemburg auszuarbeiten. Weil Ritter das Großherzogliche Palais vor der Beschlagnahme durch die NSDAP schützte, genoss er ein großes Ansehen in Luxemburg. Im November 1944 verließ er als letzter deutscher Zivilist Luxemburg.
Am 4. Juni 1945 besorgte sich Ritter in Bad Ems einen der ersten US-amerikanischen Passierscheine, um als ehemaliger Leipziger Stadtbaurat beim Wiederaufbau der Krankenhäuser mitzuarbeiten, woran die Leipziger Stadtverwaltung jedoch kein Interesse hatte. Als dann Leipzig auf die Sowjetische Besatzungszone überging, wurde er von der Besatzungsmacht verpflichtet, russische Militärkrankenhäuser zu bauen. Nachdem Ritters städtebaulichen Vorschläge in Leipzig nicht auf Interesse gestoßen und seine Vorplanung für ein Hotel am Hauptbahnhof mit den Worten „Die von Ihnen in Ihrer Skizze vorgeschlagene Form wird jedoch keinesfalls Anwendung finden, denn wir wollen in unseren Bauten das kulturelle Erbe und nicht formalistische Formen verwirklicht sehen.“ abgelehnt worden war, entschloss er sich, am 26. Oktober 1952 zu seinen Kindern nach München zurückzukehren. Dort beschäftigte er sich im Büro seines Sohnes Hans Ritter vor allem mit dem Wiederaufbau von Krankenhäusern, wie dem Klinikum rechts der Isar, der Universitätsklinik Köln oder 1956 dem Erweiterungsbau des St. Elisabeth-Krankenhauses in Straubing. Seine letzte Arbeit war das Vorprojekt für das St. Elisabeth-Krankenhaus in Bad Kissingen.
Kurz nach Vollendung seines 81. Lebensjahres starb Hubert Ritter 1967 an Herzversagen.

## Werk

### Bauten und Entwürfe
in München:
- 1910: Kasperltheater Birkenmeyer
- 1910–1911: Wohnhäuser in der Widenmayerstraße
- 1911–1912: Wohnanlage in der Winzerstraße
- 1912: Wohnhaus Nymphenburger Straße Ecke Landshuter Allee

in Köln:
- 1913–1916: Umbau des Rathauses Köln
- 1920: Stadtverordnetensaal im Spanischen Bau des Kölner Rathauses
- 1922–1923: Volksschule am Sülzgürtel (später: „Theodor-Heuss-Realschule“)
- 1922–1923: Frauen-Altersheim, Jakobstraße
- 1925–1926: Wagenfabrik Heinrich Scheele (Entwurf: 1924, später Fuhramt der Stadt Köln)[4]

in Leipzig:
- 1925–1929: Neues Grassimuseum, Johannisplatz 5–11 (städtebaulicher Vorentwurf und Gesamtleitung; Architekten: Carl William Zweck, Hans Voigt)
- 1925: Fleischgroßmarkthalle auf dem städtischen Vieh- und Schlachthof (mit Carl James Bühring; abgebrochen)
- 1925–1926: Planetarium (zerstört)
- 1925–1926: Umbau samt Verkürzung um 7 Meter des 1907/1908 errichteten 65 Meter hohen Wasserturms, Tauchaer Straße 14 (zusammen mit Carl James Bühring)[5]
- 1926: Wohnbebauung mit 216 Typenwohnungen, Mockauer Straße 32–76, Friedrichshafner Straße 69, 70, Gontardweg 137 (wegen ihres porphyrfarbenen Putzes im Volksmund „Rote Front“ genannt)[5]
- 1926–1927: Kesselhaus der Kinderklinik, Eilenburger Straße
- 1927: Pfeilerhalle im Grassimuseum
- 1927: Dermatologische Klinik des Städtischen Krankenhauses St. Jakob, Liebigstraße 19–21
- 1927: Planung des „Leipziger Schultyps“
- 1928–1929: 31. Volksschule (heute: Berufliches Schulzentrum 1), Crednerstraße 1 und 55. Volksschule (heute: 55. Schule), Ratzelstraße 26
- 1928–1929: IV. Höhere Mädchenschule „Max-Klinger-Schule“ (heute: Schule am Palmengarten), Karl-Heine-Straße 22
- 1927–1930: Großmarkthalle, An den Tierkliniken 40 (Ingenieur: Franz Dischinger)
- 1928–1930: Westbad in Leipzig-Lindenau, Odermannstraße 15
- 1929: Umbau der Feuerwehr-Hauptwache, Goerdelerring 7[6]
- 1929–1930: Seuchenhaus (Quarantänestation) für das Krankenhaus St. Jacob, Philipp-Rosenthal-Straße (nach 2006 abgebrochen)
- 1929–1930: Siedlung „Rundling“ in Leipzig-Lößnig, Siegfriedplatz 1–16, Nibelungenring 1–93 (auch Nibelungensiedlung genannt)
- 1930: Wohnanlage Rosenowstraße 31–57 in Mockau (Straßenseite mit ungeraden Hausnummern) im Stil des Neuen Bauens errichtet
- 1930–1931: St. Elisabeth-Krankenhaus in Leipzig-Connewitz, Biedermannstraße 84 (Bauaufsicht nach Planung des Architekten Carl Fischer)

Bauten von Hubert Ritter
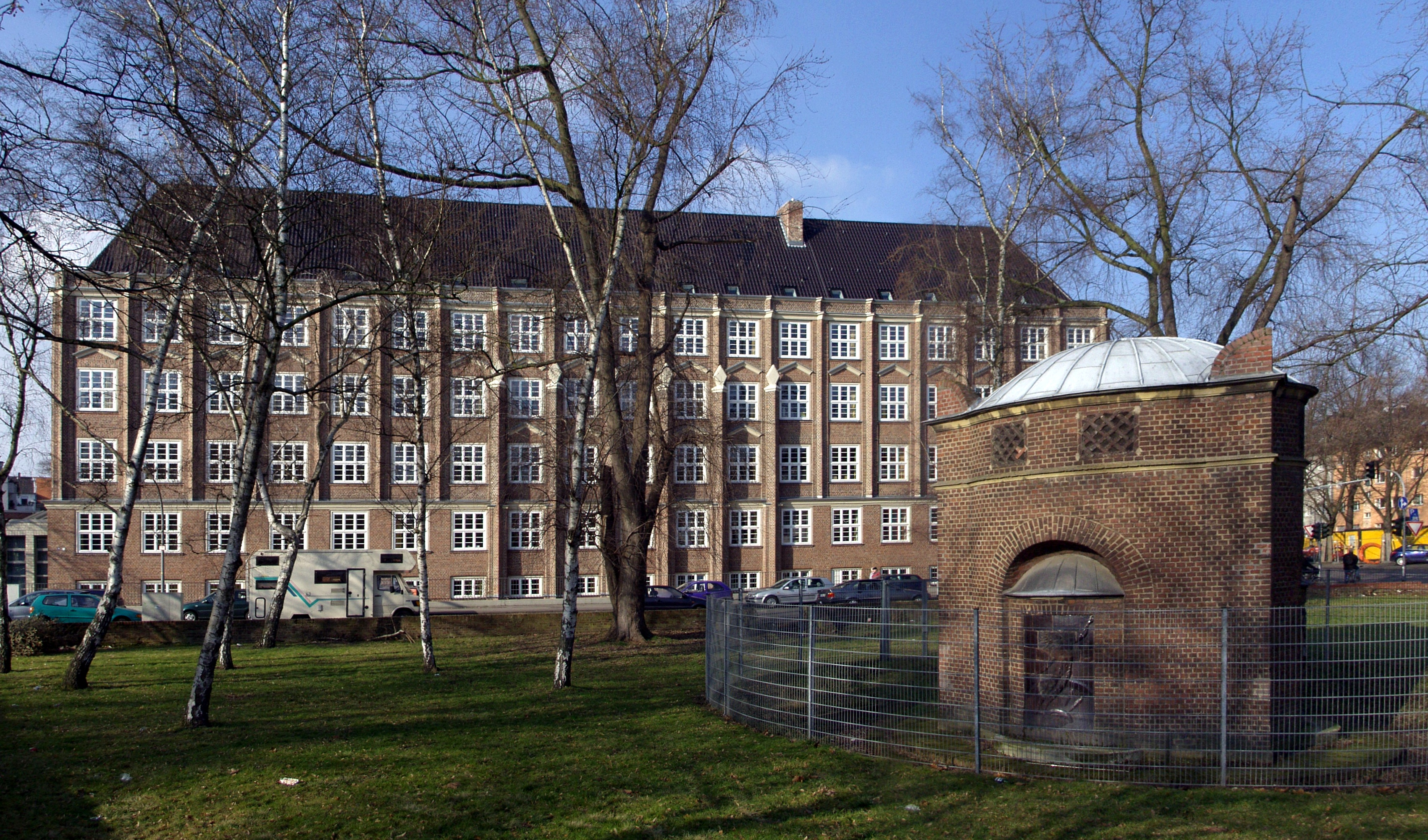
Köln: Theodor-Heuss-Realschule (2009)
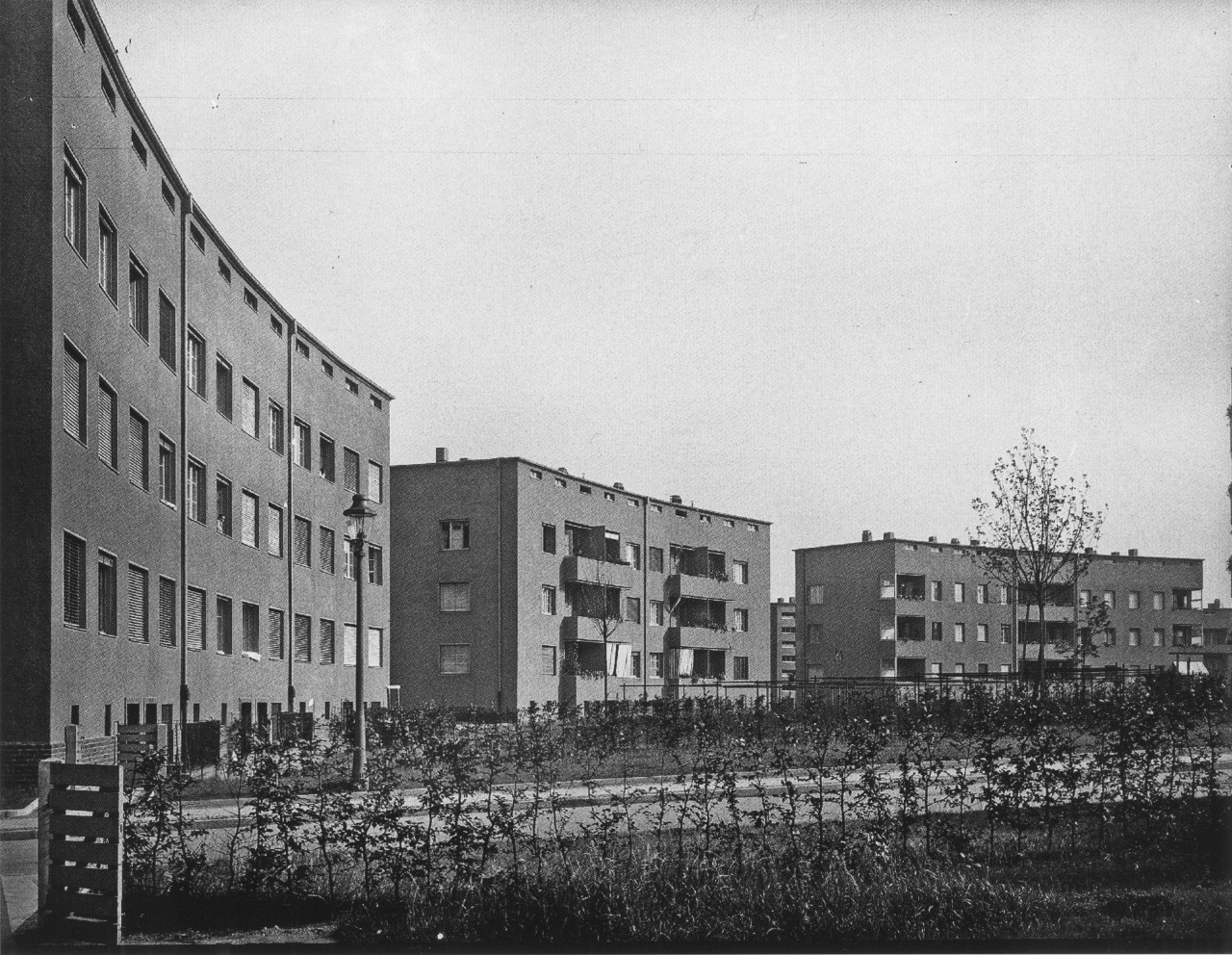
Leipzig: Rundling (1930)
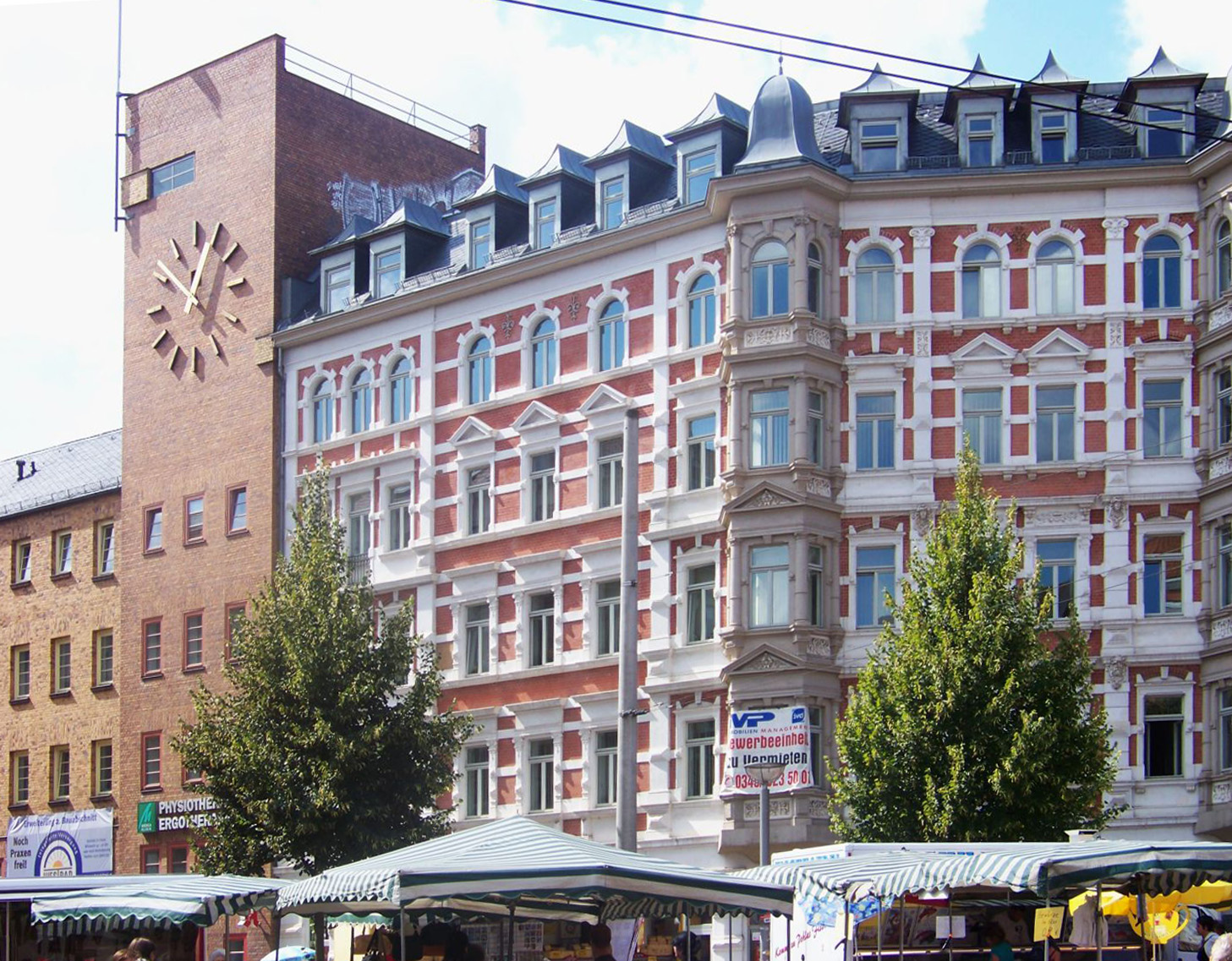
Leipzig: Westbad (2009)
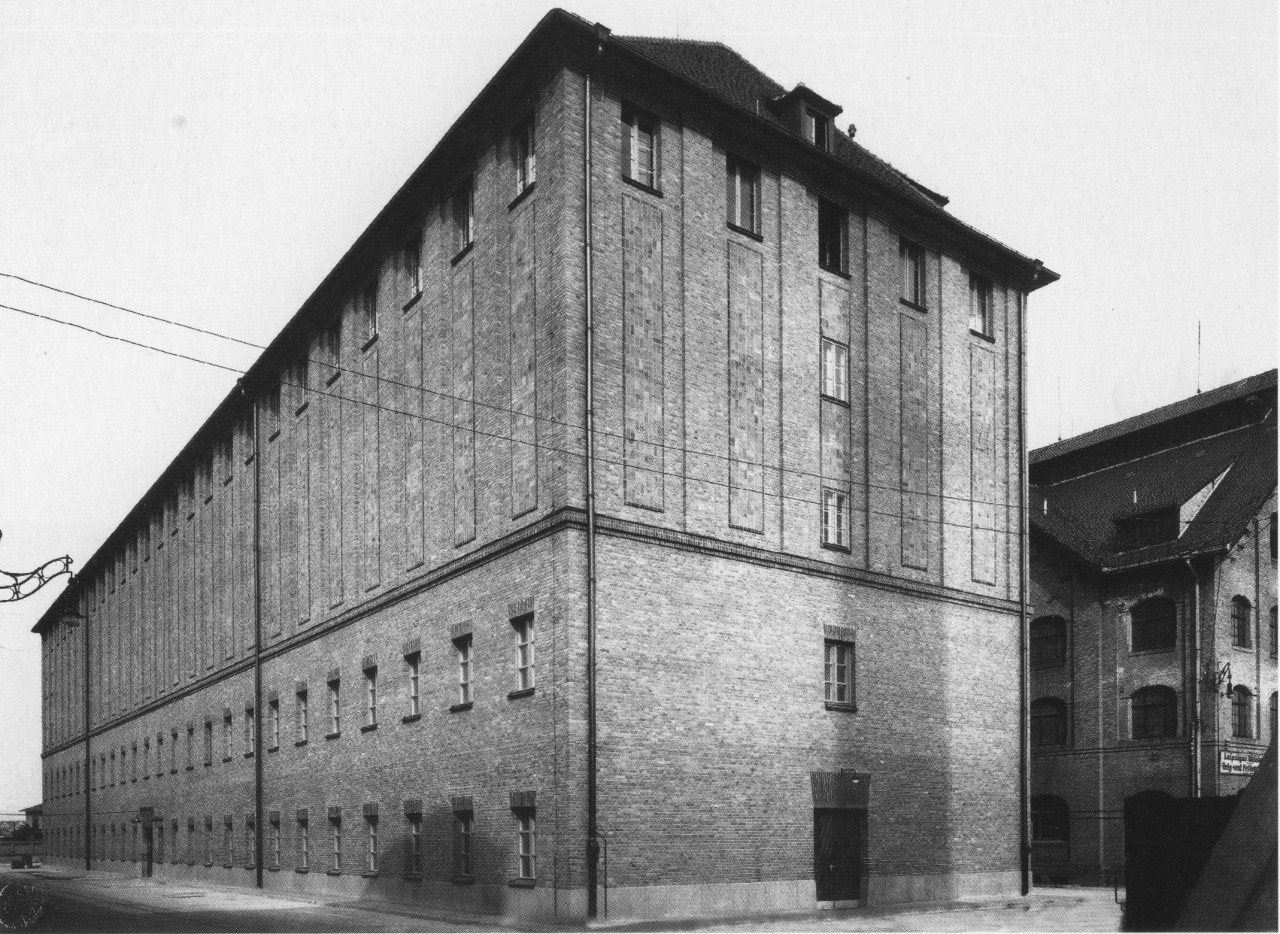
Leipzig: Fleischgroßmarkthalle (1926)
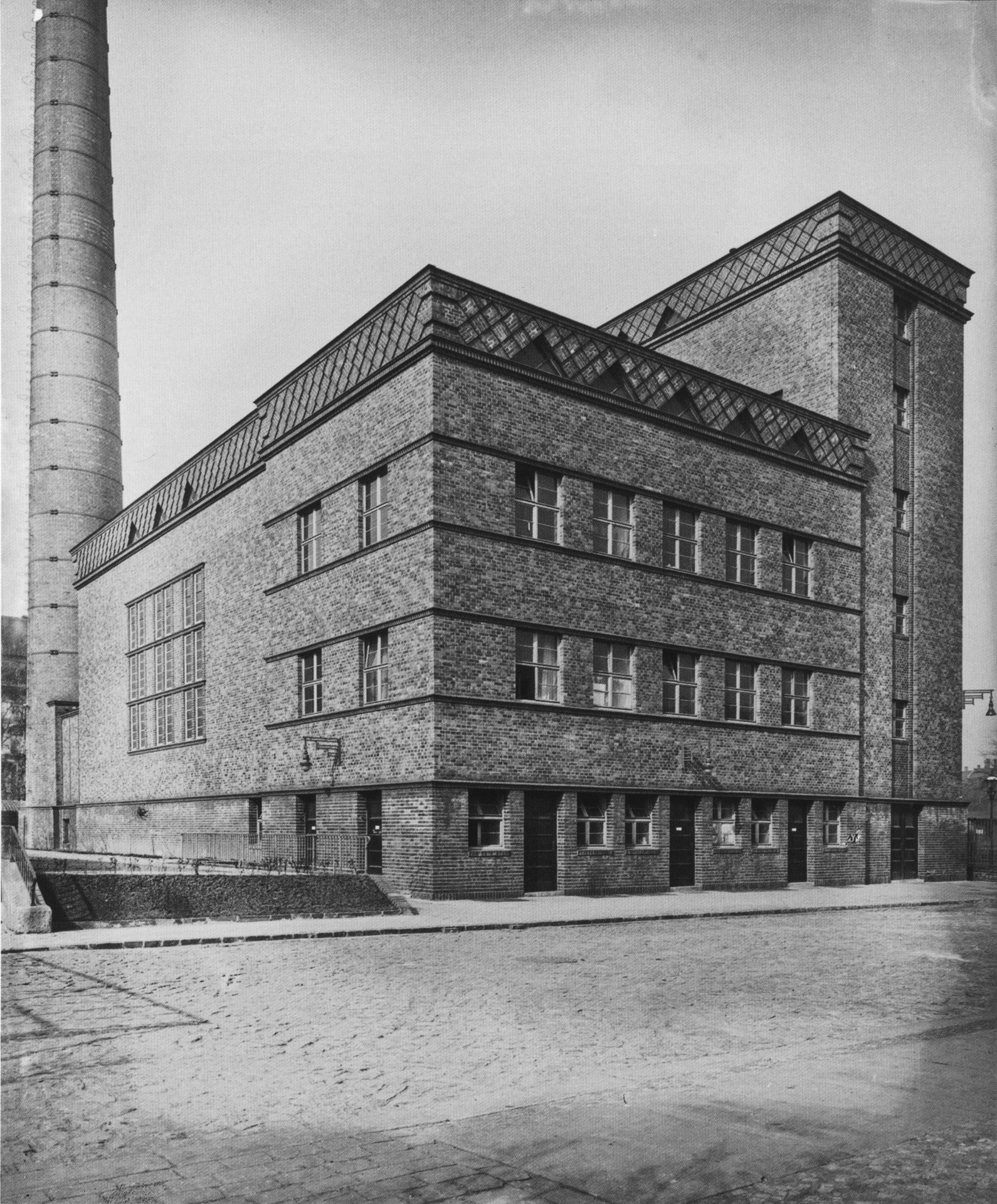
Leipzig: Kesselhaus der Kinderklinik (1927)
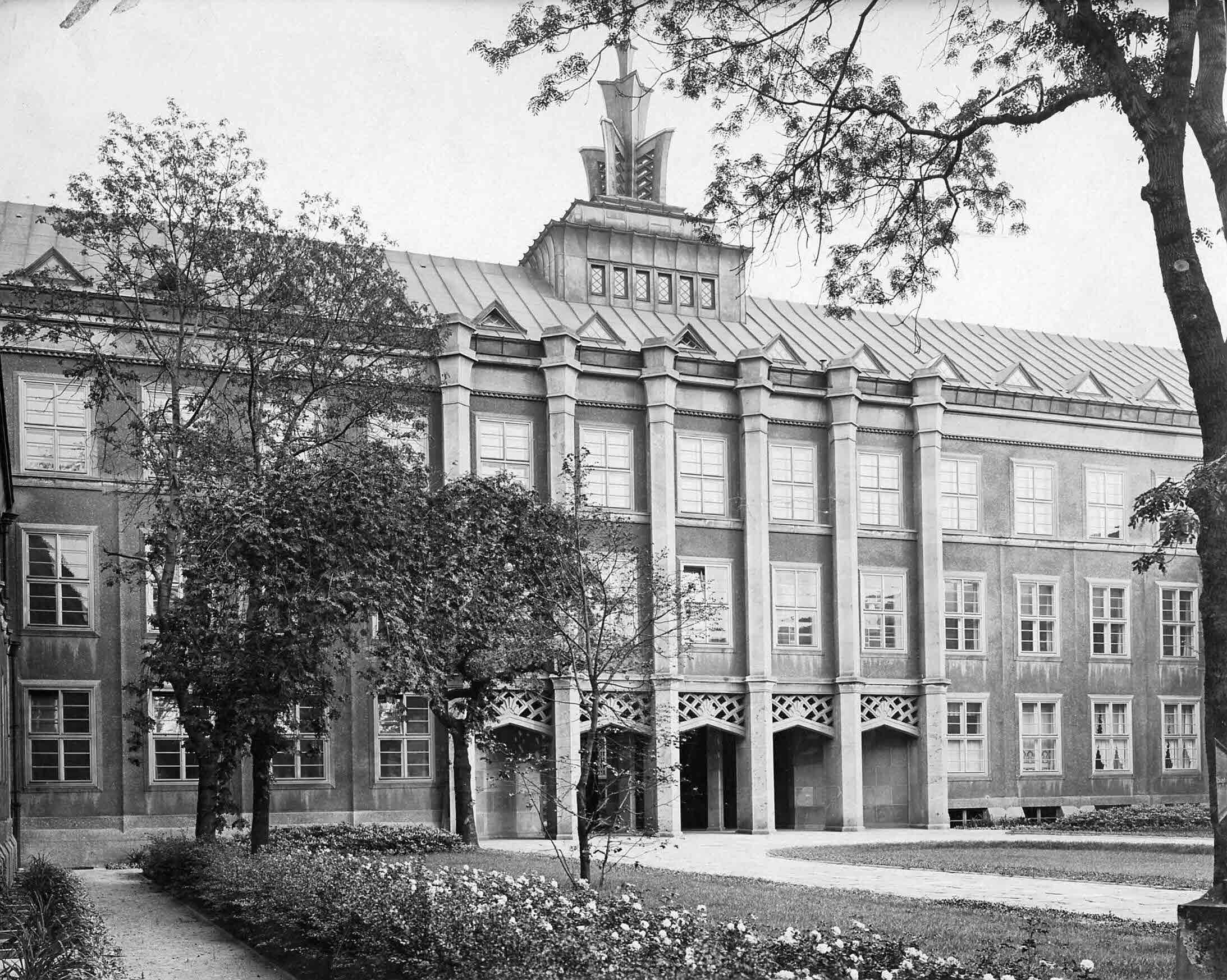
Leipzig: Grassimuseum (1929)

### Schriften
- Kölner Bauprobleme. Gürzenich, Heumarkt, Neubau d. Kölner Rathauses, Dom-Umbauung. Hoursch & Bechstedt, Köln 1924.
- Neue Stadtbaukunst. Leipzig. Friedrich Ernst Hübsch Verlag, Berlin, Leipzig, Wien, 1927.
- Wohnung, Wirtschaft, Gestaltung. Ein Querschnitt durch die Leipziger Siedlungswoche März 1927 und dem anschließenden Lehrgang über das deutsche Siedlungswesen in Stadt und Land. F. E. Hübsch, Berlin 1928.
- Der Krankenhausbau der Gegenwart im In- und Ausland. Wirtschaft, Organisation und Technik. J. Hoffmann, Stuttgart 1932.

## Sonstiges
Ritter nahm an den Kunstwettbewerben in der Disziplin Architektur der Olympischen Sommerspiele 1928 in Amsterdam teil. Sein Projekt eines Stadions in Leipzig wurde 1926 durch drei Ausstellungsstücke präsentiert: ein Modell, eine Perspektivzeichnung des Hauptgebäudes und eine Zeichnung der Spielfelder. Diese Pläne wurden jedoch niemals umgesetzt. Die an dieser Stelle bestehende Sportanlage wurde 1936 eingeebnet. Heute befindet sich dort das Trainingszentrum von RB Leipzig.